# La Fouillade
La Fouillade (La Folhada en occitan) est une commune française située dans le département de l'Aveyron en région Occitanie.

## Géographie

### Communes limitrophes
Les communes limitrophes sont  Bor-et-Bar, Lunac, Monteils, Najac, Saint-André-de-Najac et Sanvensa.

### Hydrographie

#### Réseau hydrographique

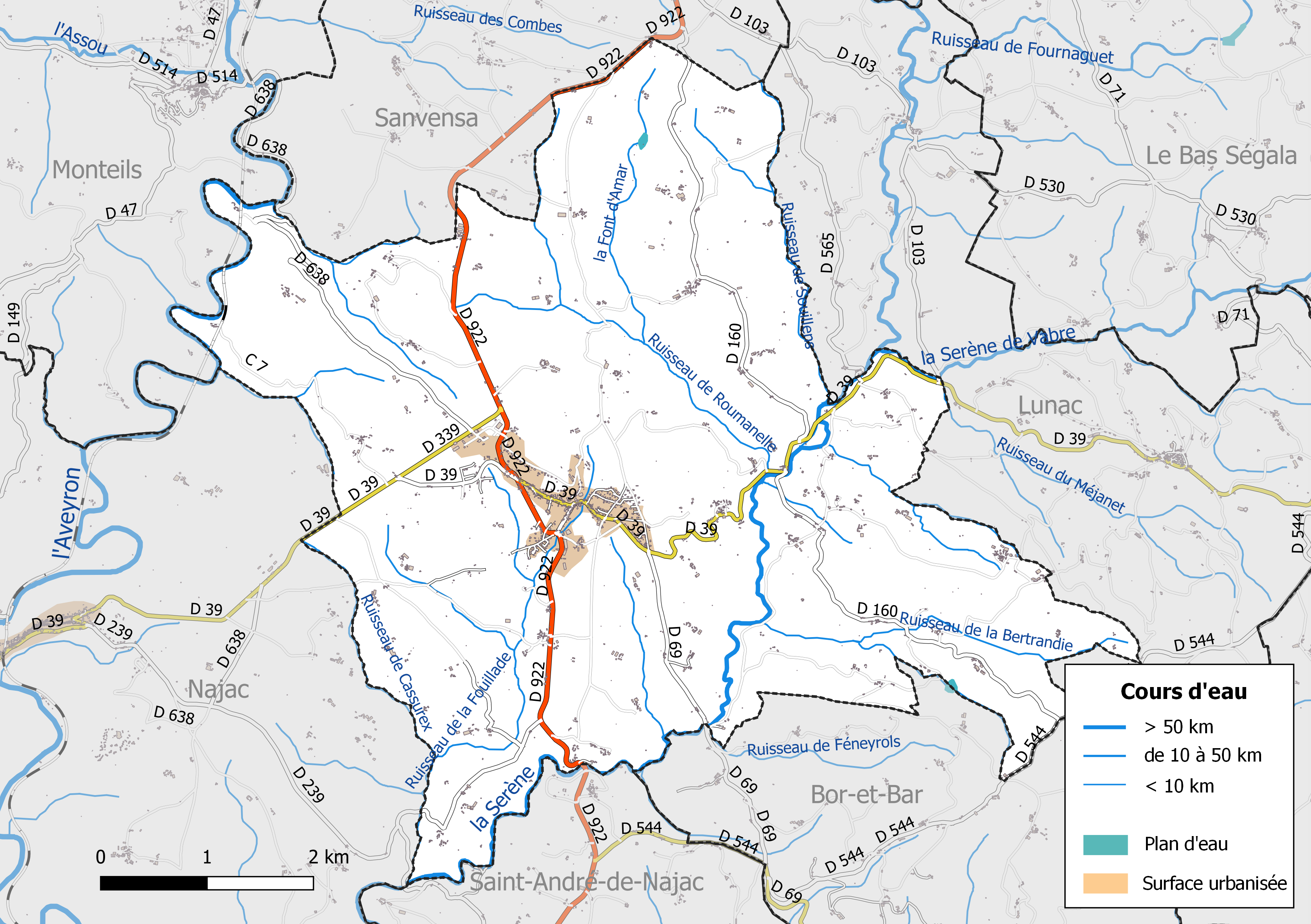
Réseaux hydrographique et routier de La Fouillade.

La commune est drainée par l'Aveyron, la Serène, la Petite Serène, Bras de la Serène, la Font d'Amar, la Levade, le ruisseau d'Aubugues, le ruisseau de Cassurex, le ruisseau de Cave, le ruisseau de Féneyrols, le ruisseau de la Bertrandie, le ruisseau de la Braguèse, le ruisseau de la Fouillade, le ruisseau de Roumanelle, par divers petits cours d'eau.
L'Aveyron, d'une longueur totale de 290,6 km, prend sa source dans la commune de Sévérac d'Aveyron et se jette  dans le Tarn à Barry-d'Islemade, après avoir arrosé 60 communes.
La Serène, d'une longueur totale de 32,2 km, prend sa source dans la commune de Le Bas Ségala et se jette  dans  l'Aveyron à Saint-André-de-Najac, après avoir arrosé 8 communes.
La Petite Serène, d'une longueur totale de 13,6 km, prend sa source dans la commune de La Capelle-Bleys et se jette  dans la Petite Serène à La Fouillade, après avoir arrosé 5 communes.

#### Gestion des cours d'eau
Afin d’atteindre le bon état des eaux imposé par la Directive-cadre sur l'eau du 23 octobre 2000, plusieurs outils de gestion intégrée s’articulent à différentes échelles pour définir et mettre en œuvre un programme d’actions de réhabilitation et de gestion des milieux aquatiques : le SDAGE (Schéma directeur d'aménagement et de gestion des eaux), à l’échelle du bassin hydrographique, et le SAGE (Schéma d'aménagement et de gestion des eaux), à l’échelle locale. Ce dernier fixe les objectifs généraux d’utilisation, de mise en valeur et de protection quantitative et qualitative des ressources en eau superficielle et souterraine. Trois SAGE sont mis en oeuvre dans le département de l'Aveyron.
La commune fait partie du SAGE du bassin versant du Viaur, approuvé le 28 mars 2018, au sein du SDAGE Adour-Garonne. Le périmètre de ce SAGE couvre 89 communes, sur trois départements (Aveyron, Tarn et Tarn-et-Garonne),. Le pilotage et l’animation du SAGE sont assurés par l’établissement public d'aménagement et de gestion des eaux (EPAGE) du bassin du Viaur, une structure qui regroupe les établissements publics de coopération intercommunale à fiscalité propre (EPCI-FP) dont le territoire est inclus (en totalité ou partiellement) dans le bassin hydrographique du Viaur et les structures gestionnaires de l’alimentation en eau potable des populations et qui disposent d’une ressource sur le bassin versant du Viaur. Il correspond à l’ancien syndicat mixte du Bassin versant du Viaur,.

### Climat
Pour des articles plus généraux, voir Climat de l'Occitanie et Climat de l'Aveyron.
En 2010, le climat de la commune est de type climat océanique altéré, selon une étude s'appuyant sur une série de données couvrant la période 1971-2000. En 2020, Météo-France publie une typologie des climats de la France métropolitaine dans laquelle la commune est exposée à un climat océanique altéré et est dans la région climatique Sud-est du Massif Central, caractérisée par une pluviométrie annuelle de 1 000 à 1 500 mm, minimale en été, maximale en automne.
Pour la période 1971-2000, la température annuelle moyenne est de 11,8 °C, avec une amplitude thermique annuelle de 15,4 °C. Le cumul annuel moyen de précipitations est de 999 mm, avec 11,4 jours de précipitations en janvier et 6,3 jours en juillet. Pour la période 1991-2020, la température moyenne annuelle observée sur la station météorologique la plus proche, située sur la commune de Monteils à 6 km à vol d'oiseau, est de 12,8 °C et le cumul annuel moyen de précipitations est de 898,8 mm,. Pour l'avenir, les paramètres climatiques de la commune estimés pour 2050 selon différents scénarios d'émission de gaz à effet de serre sont consultables sur un site dédié publié par Météo-France en novembre 2022.

### Milieux naturels et biodiversité

#### Sites Natura 2000

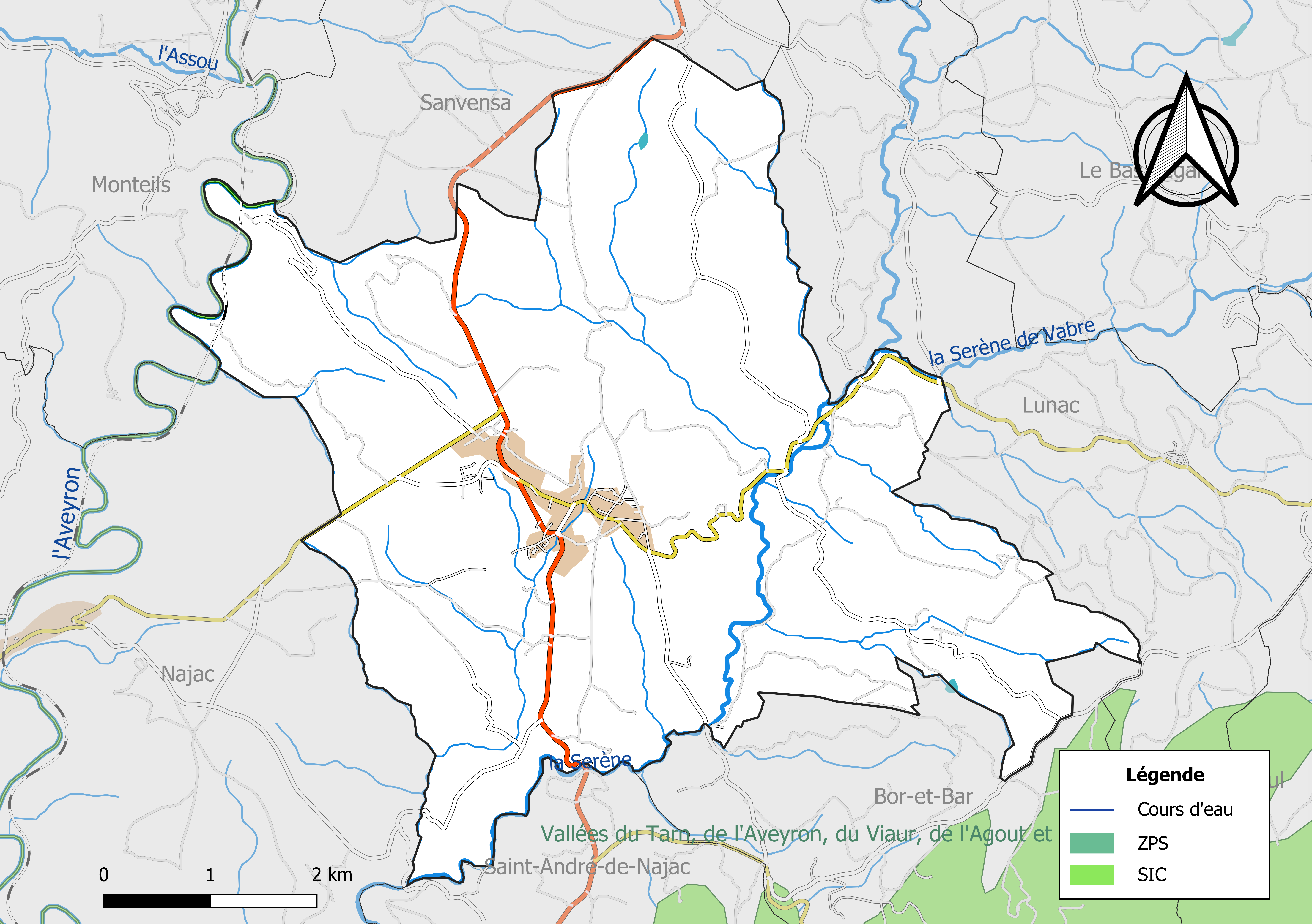
Sites Natura 2000 sur le territoire communal.

Le réseau Natura 2000 est un réseau écologique européen de sites naturels d’intérêt écologique élaboré à partir des Directives « Habitats » et « Oiseaux ». Ce réseau est constitué de Zones spéciales de conservation (ZSC) et de Zones de protection spéciale (ZPS). Dans les zones de ce réseau, les États Membres s'engagent à maintenir dans un état de conservation favorable les types d'habitats et d'espèces concernés, par le biais de mesures réglementaires, administratives ou contractuelles.
Un site Natura 2000 a été défini sur la commune au titre de la « directive Habitats » : 
Les « Vallées du Tarn, de l'Aveyron, du Viaur, de l'Agout et du Gijou », d'une superficie de 17 144 ha, s'étendent sur 136 communes dont 41 dans l'Aveyron, 8 en Haute-Garonne, 50 dans le Tarn et 37 dans le Tarn-et-Garonne. Elles présentent une très grande diversité d'habitats et d'espèces dans ce vaste réseau de cours d'eau et de gorges. La présence de la Loutre d'Europe et de la moule perlière d'eau douce est également d'un intérêt majeur.

#### Zones naturelles d'intérêt écologique, faunistique et floristique
L’inventaire des zones naturelles d'intérêt écologique, faunistique et floristique (ZNIEFF) a pour objectif de réaliser une couverture des zones les plus intéressantes sur le plan écologique, essentiellement dans la perspective d’améliorer la connaissance du patrimoine naturel national et de fournir aux différents décideurs un outil d’aide à la prise en compte de l’environnement dans l’aménagement du territoire.
Le territoire communal de Fouillade comprend une ZNIEFF de type 1,, 
la « Rivière Aveyron » (3 500 ha), couvrant 63 communes dont 38 dans l'Aveyron, 5 dans le Tarn et 20 dans le Tarn-et-Garonne
, et une ZNIEFF de type 2,, 
la « Vallée de l'Aveyron » (14 644 ha), qui s'étend sur 68 communes dont 41 dans l'Aveyron, 5 dans le Tarn et 22 dans le Tarn-et-Garonne.

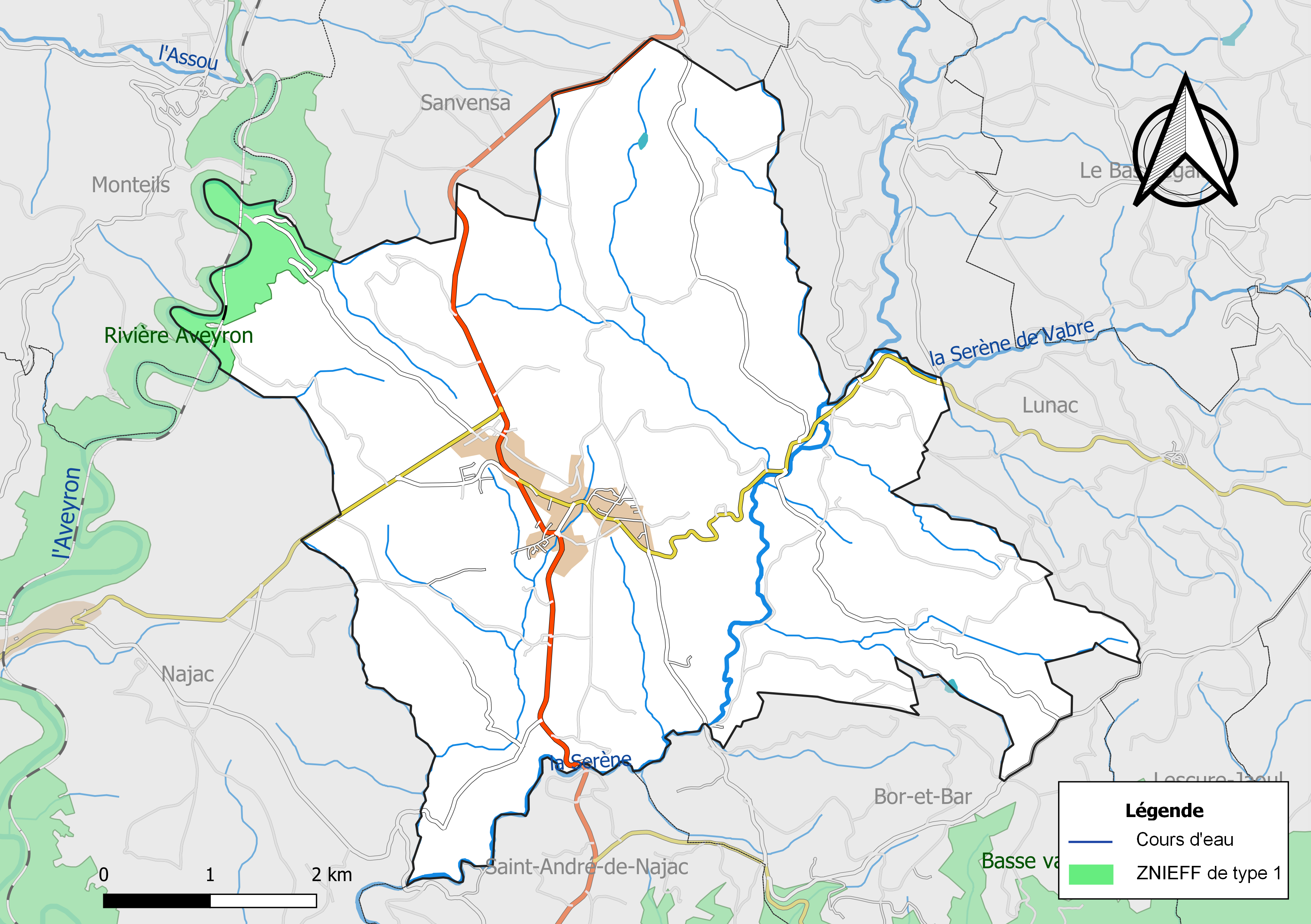
Carte de la ZNIEFF de type 1 de la commune.
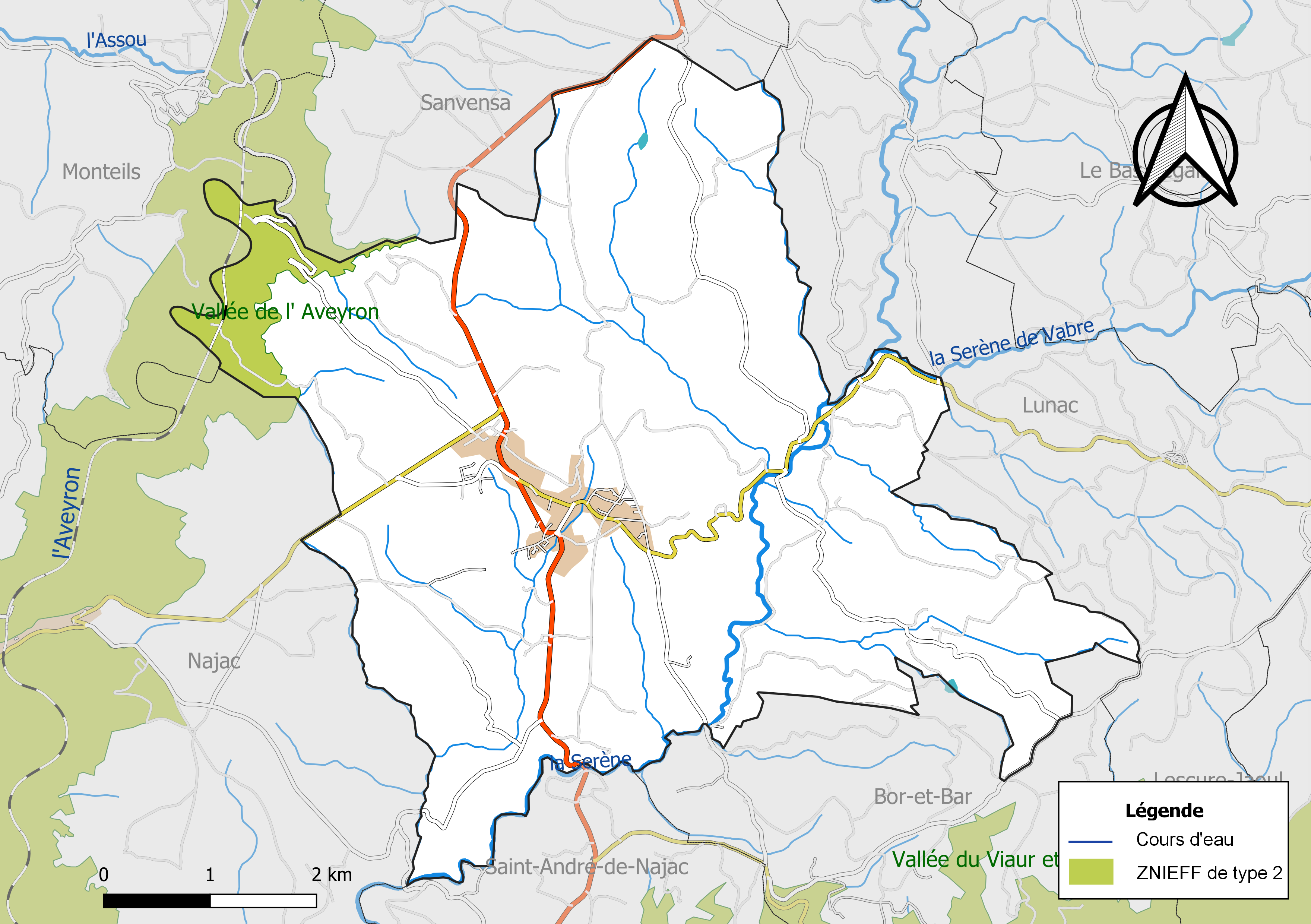
Carte de la ZNIEFF de type 2 de la commune.

## Urbanisme

### Typologie
Au 1er janvier 2024, La Fouillade est catégorisée commune rurale à habitat dispersé, selon la nouvelle grille communale de densité à 7 niveaux définie par l'Insee en 2022.
Elle est située hors unité urbaine. Par ailleurs la commune fait partie de l'aire d'attraction de Villefranche-de-Rouergue, dont elle est une commune de la couronne,. Cette aire, qui regroupe 34 communes, est catégorisée dans les aires de moins de 50 000 habitants,.

### Occupation des sols

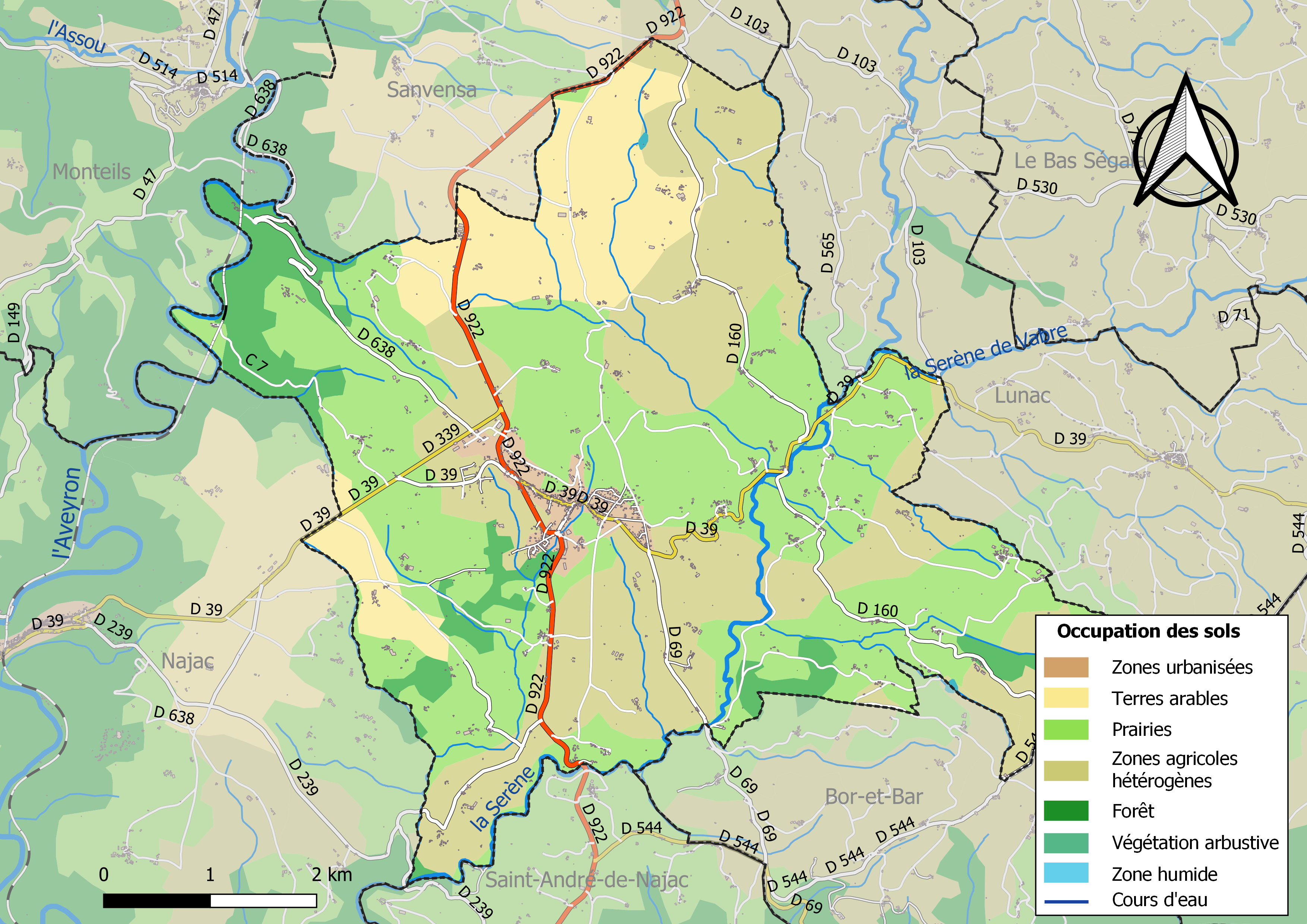
Infrastructures et occupation des sols de la commune de La Fouillade.

L'occupation des sols de la commune, telle qu'elle ressort de la base de données européenne d’occupation biophysique des sols Corine Land Cover (CLC), est marquée par l'importance des territoires agricoles (89,3 % en 2018), en diminution par rapport à 1990 (90,6 %). La répartition détaillée en 2018 est la suivante : 
prairies (43,2 %), zones agricoles hétérogènes (33,1 %), terres arables (13 %), forêts (7,9 %), zones urbanisées (2,8 %).

### Planification
La loi SRU du 13 décembre 2000 a incité fortement les communes à se regrouper au sein d’un établissement public, pour déterminer les partis d’aménagement de l’espace au sein d’un SCoT, un document essentiel d’orientation stratégique des politiques publiques à une grande échelle. La commune est dans le territoire du SCoT du Centre Ouest Aveyron  approuvé en février 2020. La structure porteuse est le Pôle d'équilibre territorial et rural Centre Ouest Aveyron, qui associe neuf EPCI, notamment Ouest Aveyron Communauté, dont la commune est membre.
La commune disposait en 2017 d'un plan local d'urbanisme en révision. Le zonage réglementaire et le règlement associé peuvent être consultés sur le Géoportail de l'urbanisme.

### Risques majeurs
Le territoire de la commune de La Fouillade est vulnérable à différents aléas naturels : inondations, climatiques (hiver exceptionnel ou canicule), feux de forêts et séisme (sismicité très faible).
Il est également exposé à un risque technologique, le transport de matières dangereuses, et à deux risques particuliers, les risques radon et minier,.

#### Risques naturels

Zones inondables de la commune de La Fouillade.

Certaines parties du territoire communal sont susceptibles d’être affectées par le risque d’inondation par débordement de l'Aveyron. Un plan des surfaces submersibles (PSS), premier document cartographique réglementant l'occupation du sol en zone inondable pour les cours d'eau domaniaux, a été établi en 1964. Compte tenu du peu d’enjeux exposés à ces inondations, aucun plan de prévention du risque d’inondation n’a été prescrit. Néanmoins la loi Barnier du 2 février 1995 confère aux PSS un statut de plan de prévention des risques (PPR ), les rendant par conséquent opposables au tiers et faisant entrer le territoire de la commune dans le champ d'application de l'obligation d'information des acquéreurs locataires.
Le Plan départemental de protection des forêts contre les incendies découpe le département de l’Aveyron en sept « bassins de risque » et définit une sensibilité des communes à l’aléa feux de forêt (de faible à très forte). La commune est classée en sensibilité faible.
Les mouvements de terrains susceptibles de se produire sur la commune sont liés au retrait-gonflement des argiles, conséquence d'un changement d'humidité des sols argileux. Les argiles sont capables de fixer l'eau disponible mais aussi de la perdre en se rétractant en cas de sécheresse. Ce phénomène peut provoquer des dégâts très importants sur les constructions (fissures, déformations des ouvertures) pouvant rendre inhabitables certains locaux. La carte de zonage de cet aléa peut être consultée sur le site de l'observatoire national des risques naturels Georisques

#### Risques technologiques
Le risque de transport de matières dangereuses sur la commune est lié à sa traversée par une route à fort trafic et une ligne de chemin de fer. Un accident se produisant sur de telles infrastructures est en effet susceptible d’avoir des effets graves au bâti ou aux personnes jusqu’à 350 m, selon la nature du matériau transporté. Des dispositions d’urbanisme peuvent être préconisées en conséquence.

#### Risques particuliers
La commune est concernée par le risque minier, principalement lié à l’évolution des cavités souterraines laissées à l’abandon et sans entretien après l’exploitation des mines.
Dans plusieurs parties du territoire national, le radon, accumulé dans certains logements ou autres locaux, peut constituer une source significative d’exposition de la population aux rayonnements ionisants. Toutes les communes du département sont concernées par le risque radon à un niveau plus ou moins élevé. Selon le dossier départemental des risques majeurs du département établi en 2013, la commune de Fouillade est classée à risque moyen à élevé. Un décret du 4 juin 2018 a modifié la terminologie du zonage définie dans le code de la santé publique et a été complété par un arrêté du 27 juin 2018 portant délimitation des zones à potentiel radon du territoire français. La commune est désormais en zone 3, à savoir zone à potentiel radon significatif.

## Politique et administration

### Découpage territorial
La commune de Fouillade est membre de la Ouest Aveyron Communauté, un établissement public de coopération intercommunale (EPCI) à fiscalité propre créé le 1er janvier 2017 dont le siège est à Villefranche-de-Rouergue. Ce dernier est par ailleurs membre d'autres groupements intercommunaux.
Sur le plan administratif, elle est rattachée à l'arrondissement de Villefranche-de-Rouergue, au département de l'Aveyron et à la région Occitanie. Sur le plan électoral, elle dépend du  canton d'Aveyron et Tarn pour l'élection des conseillers départementaux, depuis le redécoupage cantonal de 2014 entré en vigueur en 2015, et de la deuxième circonscription de l'Aveyron  pour les élections législatives, depuis le dernier découpage électoral de 2010.

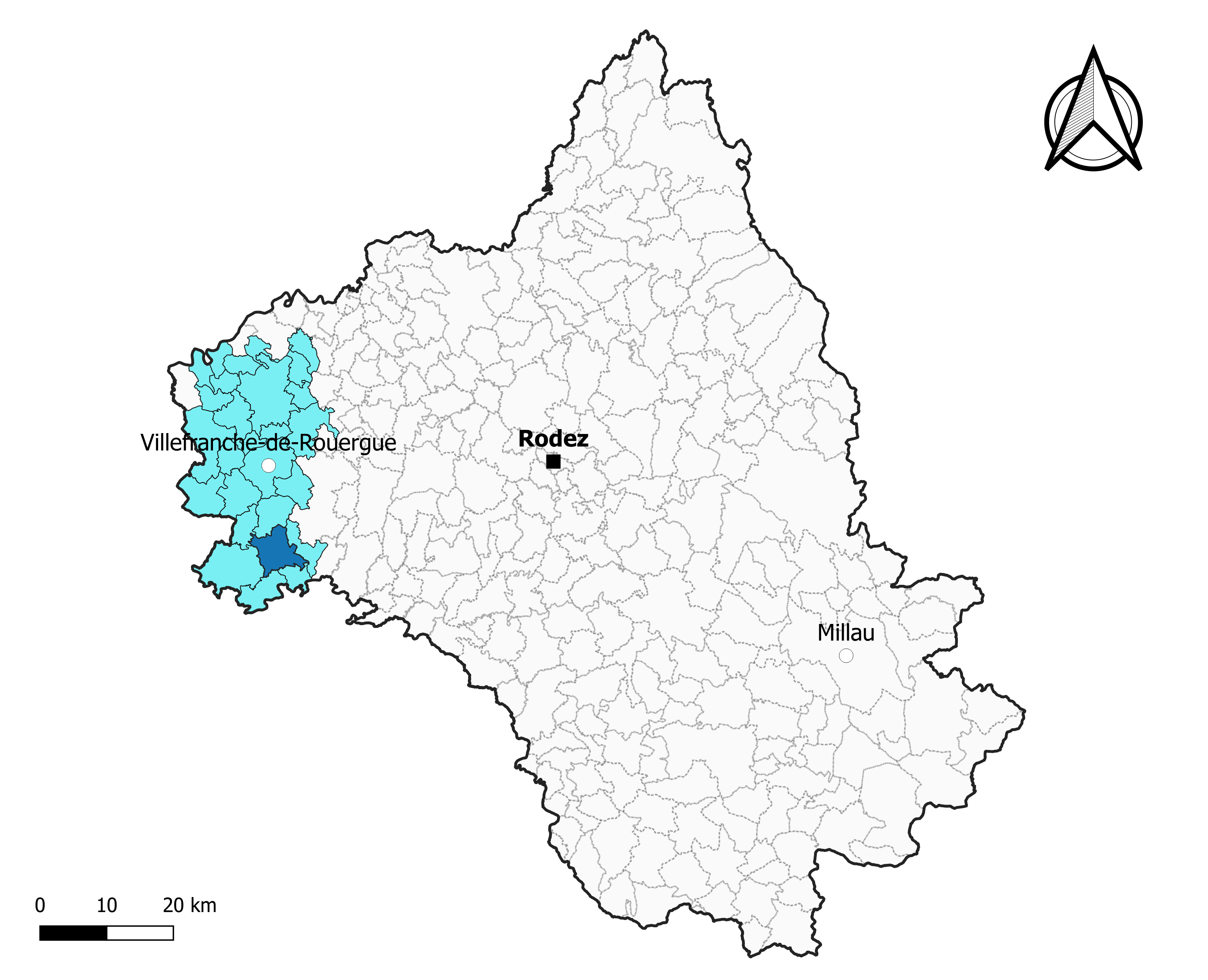
La Fouillade dans l'intercommunalité en 2020.
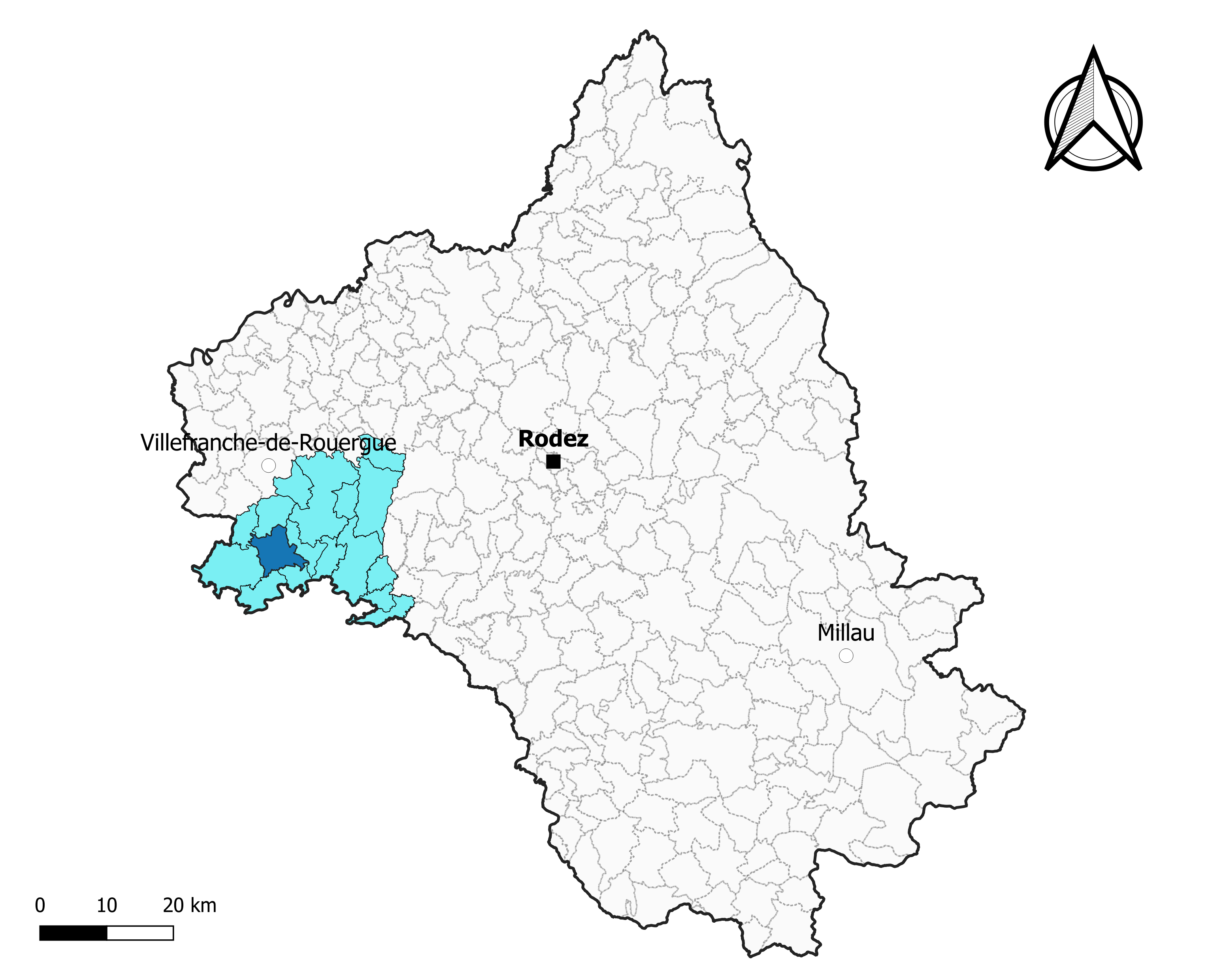
La Fouillade dans le canton d'Aveyron et Tarn en 2020.
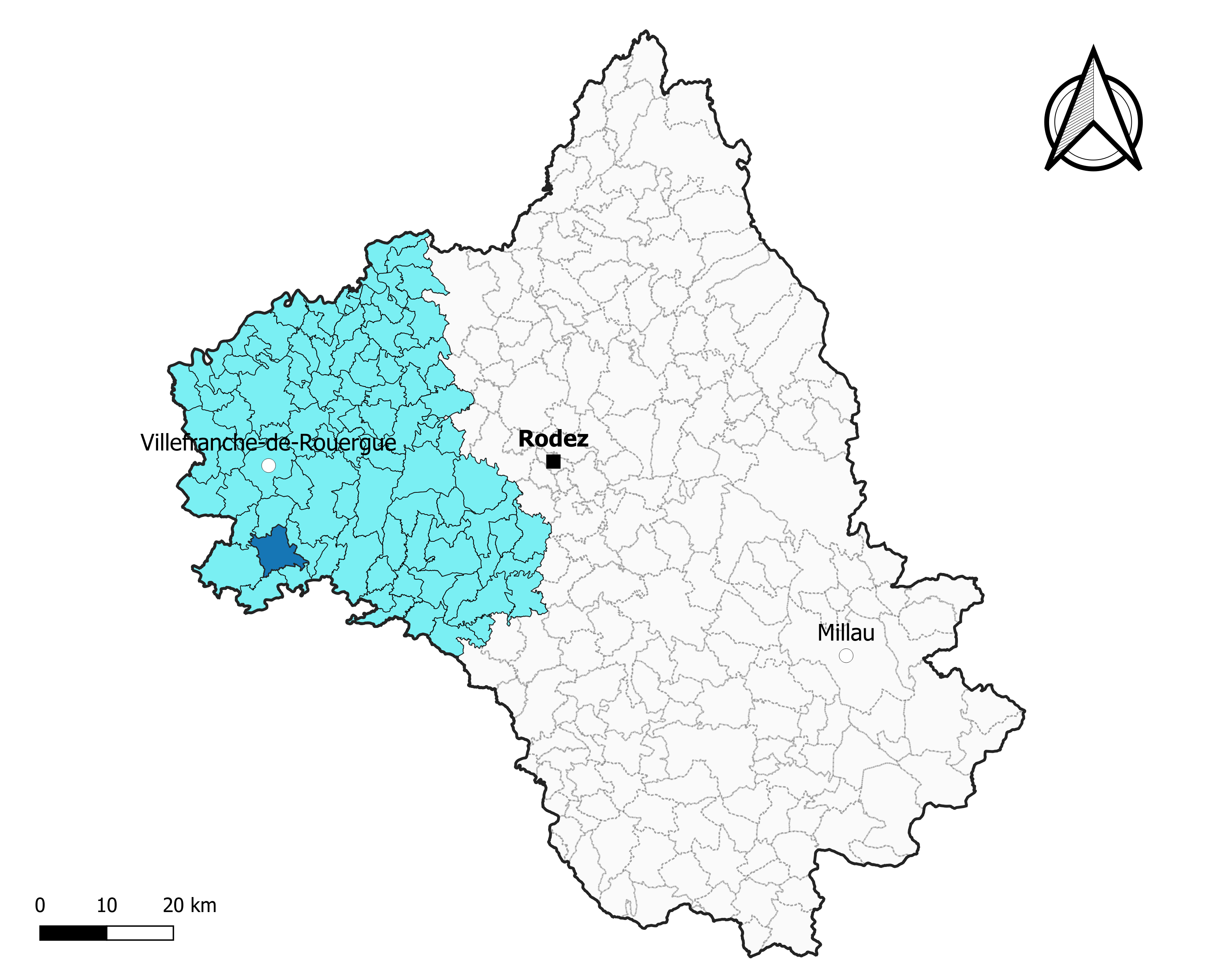
La Fouillade dans l'arrondissement de Villefranche-de-Rouergue en 2020.

### Élections municipales et communautaires

#### Élections de 2020
| Tête de liste        | Suffrages | Pourcentage | CM | CC |
| -------------------- | --------- | ----------- | -- | -- |
| Dominique Rigal      | 417       | 61,5 %      | 12 | 1  |
| Christiane Trezieres | 261       | 38,49 %     | 3  | 0  |

Le conseil municipal de Fouillade, commune de plus de 1 000 habitants, est élu au scrutin proportionnel de liste à deux tours (sans aucune modification possible de la liste), pour un mandat de six ans renouvelable. Compte tenu de la population communale, le nombre de sièges à pourvoir lors des élections municipales de 2020 est de 15. Les quinze conseillers municipaux sont élus au premier tour avec un taux de participation de 73,06 %, se répartissant en douze issus de la liste conduite par Dominique Rigal et trois issus de celle de Christiane Trezieres.
Dominique Rigal est élu nouveau maire de la commune le 27 mai 2020.
Le  siège attribué à la commune au sein du conseil communautaire de la Ouest Aveyron Communauté est alloué également à la liste de Dominique Rigal.

#### Liste des maires
| Période                                  | Période   | Identité           | Étiquette | Qualité              |
| ---------------------------------------- | --------- | ------------------ | --------- | -------------------- |
| mars 1971                                | mars 1977 | Jean Lafon         |           |                      |
| mars 1977                                | mars 1983 | Georges Alet       |           |                      |
| mars 1983                                | mars 2001 | Jean Lafon         |           |                      |
| mars 2001                                | juin 2020 | René Authesserre   | DVD       | Agriculteur retraité |
| juin 2020                                | En cours  | M. Dominique Rigal |           |                      |
| Les données manquantes sont à compléter. |           |                    |           |                      |

## Population et société

### Démographie
L'évolution du nombre d'habitants est connue à travers les recensements de la population effectués dans la commune depuis 1793. Pour les communes de moins de 10 000 habitants, une enquête de recensement portant sur toute la population est réalisée tous les cinq ans, les populations de référence des années intermédiaires étant quant à elles estimées par interpolation ou extrapolation. Pour la commune, le premier recensement exhaustif entrant dans le cadre du nouveau dispositif a été réalisé en 2004.

En 2022, la commune comptait 1 113 habitants, en évolution de +5 % par rapport à 2016 (Aveyron : +0,37 %, France hors Mayotte : +2,11 %).
| 1793 | 1800 | 1806  | 1821  | 1831  | 1836  | 1841  | 1846  | 1851  |
| ---- | ---- | ----- | ----- | ----- | ----- | ----- | ----- | ----- |
| 775  | 687  | 1 355 | 1 415 | 1 593 | 1 625 | 1 674 | 1 800 | 1 797 |

| 1856  | 1861  | 1866  | 1872  | 1876  | 1881  | 1886  | 1891  | 1896  |
| ----- | ----- | ----- | ----- | ----- | ----- | ----- | ----- | ----- |
| 2 003 | 1 922 | 1 824 | 2 057 | 2 213 | 2 182 | 2 211 | 2 071 | 1 997 |

| 1901  | 1906  | 1911  | 1921  | 1926  | 1931  | 1936  | 1946  | 1954  |
| ----- | ----- | ----- | ----- | ----- | ----- | ----- | ----- | ----- |
| 1 862 | 1 787 | 1 641 | 1 521 | 1 526 | 1 414 | 1 407 | 1 303 | 1 265 |

| 1962  | 1968  | 1975  | 1982  | 1990  | 1999  | 2004  | 2006  | 2009  |
| ----- | ----- | ----- | ----- | ----- | ----- | ----- | ----- | ----- |
| 1 135 | 1 123 | 1 154 | 1 153 | 1 041 | 1 034 | 1 088 | 1 110 | 1 116 |

| 2014  | 2019  | 2022  | - | - | - | - | - | - |
| ----- | ----- | ----- | - | - | - | - | - | - |
| 1 067 | 1 108 | 1 113 | - | - | - | - | - | - |

### Manifestations culturelles et festivités
- Le Festival du livre et de la bande dessinée de La Fouillade, manifestation littéraire phare du département de l'Aveyron, est organisé chaque année fin juillet depuis 1997. Le parrain du festival est Jean-Louis Pesch, auteur de Sylvain et Sylvette. 50 auteurs de livres et de BD sont présents à chaque édition. De nombreuses vedettes de la bande dessinée ont fréquenté le festival : Jean-Pierre Gibrat, André Chéret, Hermann…

### Accueil touristique et hébergement
L'Office départemental des centres de vacances et de loisirs (Odcvl), société coopérative française créée en 1939, commercialise principalement des séjours de vacances en France et à travers le monde pour groupes et familles. Il dispose d'un centre permanent dans la comumne.

## Économie

### Revenus
En 2018  (données Insee publiées en septembre 2021), la commune compte 483 ménages fiscaux, regroupant 1 042 personnes. La médiane du revenu disponible par unité de consommation est de 19 440 € (20 640 € dans le département).

### Emploi
| Division       | 2008  | 2013  | 2018  |
| -------------- | ----- | ----- | ----- |
| Commune        | 6,5 % | 7,6 % | 7,8 % |
| Département    | 5,4 % | 7,1 % | 7,1 % |
| France entière | 8,3 % | 10 %  | 10 %  |

En 2018, la population âgée de 15 à 64 ans s'élève à 573 personnes, parmi lesquelles on compte 74,4 % d'actifs (66,6 % ayant un emploi et 7,8 % de chômeurs) et 25,6 % d'inactifs,. Depuis 2008, le taux de chômage communal (au sens du recensement) des 15-64 ans est supérieur à celui du département, mais inférieur à celui de la France.
La commune fait partie de la couronne de l'aire d'attraction de Villefranche-de-Rouergue, du fait qu'au moins 15 % des actifs travaillent dans le pôle,. Elle compte 324 emplois en 2018, contre 291 en 2013 et 329 en 2008. Le nombre d'actifs ayant un emploi résidant dans la commune est de 393, soit un indicateur de concentration d'emploi de 82,4 % et un taux d'activité parmi les 15 ans ou plus de 46,9 %.
Sur ces 393 actifs de 15 ans ou plus ayant un emploi, 184 travaillent dans la commune, soit 47 % des habitants. Pour se rendre au travail, 76,9 % des habitants utilisent un véhicule personnel ou de fonction à quatre roues, 1 % les transports en commun, 9,6 % s'y rendent en deux-roues, à vélo ou à pied et 12,6 % n'ont pas besoin de transport (travail au domicile).

### Activités hors agriculture

#### Secteurs d'activités
129 établissements sont implantés  à La Fouillade au 31 décembre 2019. Le tableau ci-dessous en détaille le nombre par secteur d'activité et compare les ratios avec ceux du département,.
| Secteur d'activité                                                                                        | Commune | Commune | Département |
| Secteur d'activité                                                                                        | Nombre  | %       | %           |
| --- | ------- | ------- | ----------- |
| Ensemble                                                                                                  | 129     | 100 %   | (100 %)     |
| Industrie manufacturière, industries extractives et autres                                                | 36      | 27,9 %  | (17,7 %)    |
| Construction                                                                                              | 12      | 9,3 %   | (13 %)      |
| Commerce de gros et de détail, transports, hébergement et restauration                                    | 33      | 25,6 %  | (27,5 %)    |
| Information et communication                                                                              | 1       | 0,8 %   | (1,5 %)     |
| Activités financières et d'assurance                                                                      | 3       | 2,3 %   | (3,4 %)     |
| Activités immobilières                                                                                    | 4       | 3,1 %   | (4,2 %)     |
| Activités spécialisées, scientifiques et techniques et activités de services administratifs et de soutien | 10      | 7,8 %   | (12,4 %)    |
| Administration publique, enseignement, santé humaine et action sociale                                    | 21      | 16,3 %  | (12,7 %)    |
| Autres activités de services                                                                              | 9       | 7 %     | (7,8 %)     |

Le secteur de l'industrie manufacturière, des industries extractives et autres est prépondérant sur la commune puisqu'il représente 27,9 % du nombre total d'établissements de la commune (36 sur les 129 entreprises implantées à La Fouillade), contre 17,7 % au niveau départemental.

#### Entreprises
Les quatre entreprises ayant leur siège social sur le territoire communal qui génèrent le plus de chiffre d'affaires en 2020 sont : 
- L'oceane, commerce de détail de viandes et de produits à base de viande en magasin spécialisé (374 k€)
- Systemic, activités des sociétés holding (132 k€)
- SARL Les Rouergats, commerce de gros (commerce interentreprises) de viandes de boucherie (121 k€)
- SAS Ferme De La Rousse, fabrication de bière (18 k€)

### Agriculture
La commune est dans le Segala, une petite région agricole occupant l'ouest du département de l'Aveyron. En 2020, l'orientation technico-économique de l'agriculture  sur la commune est l'élevage bovin, orientation mixte lait et viande.
|               | 1988  | 2000  | 2010  | 2020  |
| ------------- | ----- | ----- | ----- | ----- |
| Exploitations | 116   | 81    | 61    | 55    |
| SAU (ha)      | 2 624 | 2 744 | 2 526 | 2 434 |

Le nombre d'exploitations agricoles en activité et ayant leur siège dans la commune est passé de 116 lors du recensement agricole de 1988  à 81 en 2000 puis à 61 en 2010 et enfin à 55 en 2020, soit une baisse de 53 % en 32 ans. Le même mouvement est observé à l'échelle du département qui a perdu pendant cette période 51 % de ses exploitations,. La surface agricole utilisée sur la commune a également diminué, passant de 2 624 ha en 1988 à 2 434 ha en 2020. Parallèlement la surface agricole utilisée moyenne par exploitation a augmenté, passant de 23 à 44 ha.

## Culture locale et patrimoine

### Lieux et monuments
- L'église de l'Assomption d'Arcanhac renferme un reliquaire-monstrance  Classé MH (1983)[56] du XVIIIe siècle.
- Deux châteaux anciens ont existé sur la commune : celui de Loupiac (paroisse d'Arcanhac) longtemps possédé par la famille d'Agens à compter du XVe siècle et celui de Kaymar (paroisse de La Fouillade) qui appartenait à la baronnie de Combret puis, du XIVe au XVIIe siècle à la maison de Bar.
- Deux domaines importants existaient également : un à Souloumiac (qui appartenait au XVIe siècle à une famille najacoise et possession actuellement des Clercs de Saint-Viateur) et un autre à Laussédat (qui était la propriété de la famille Déléris qui tint l'étude notariale de la commune durant près d'un siècle).
- Église Saint-Jean-Baptiste de La Fouillade.
- La chapelle de Souloumiac qui abrite des fresques du peintre d'origine russe Nicolaï Greschny.
- La source de Cransagou aux vertus diurétiques.

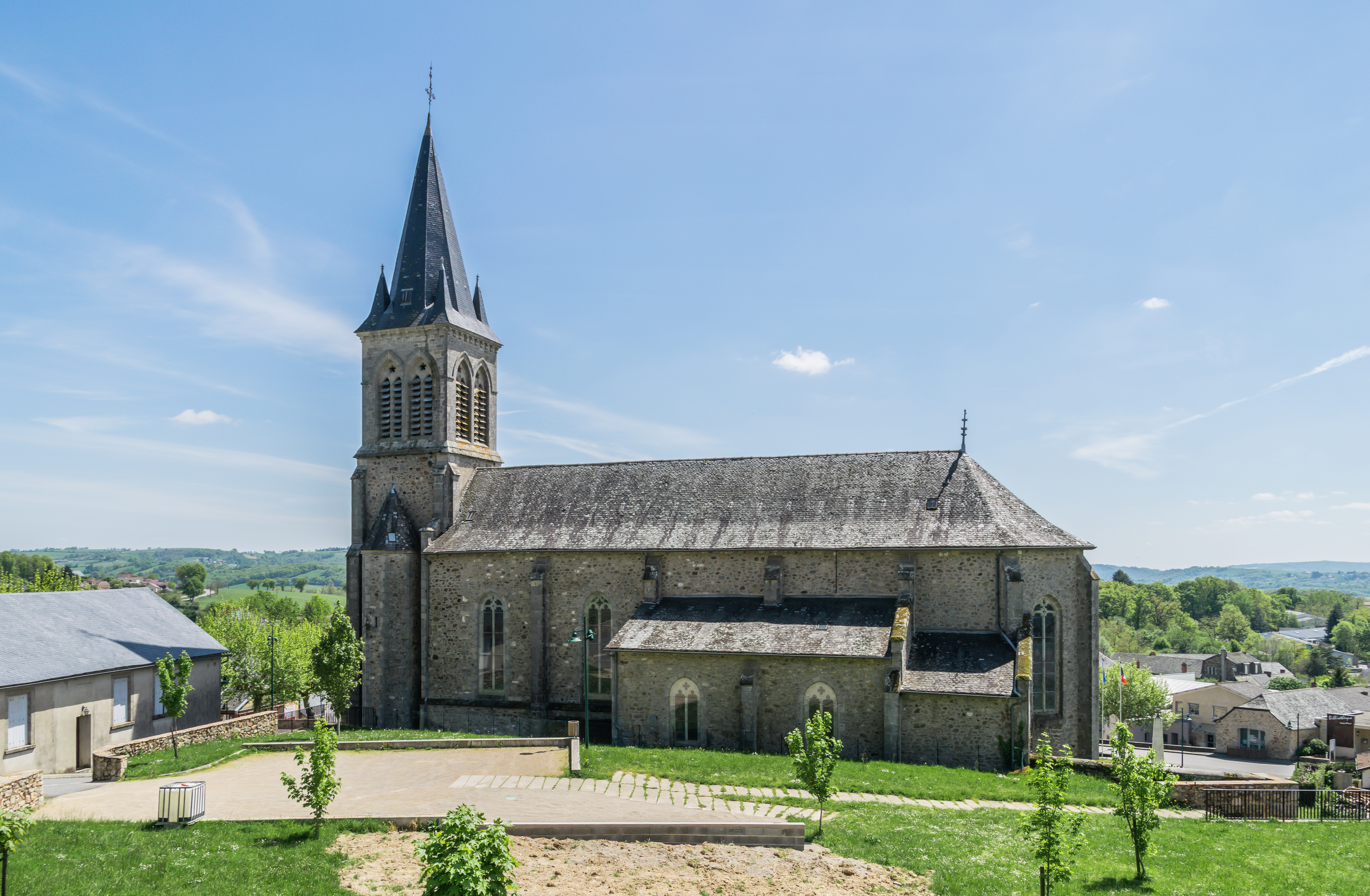
Église Saint-Jean-Baptiste de La Fouillade
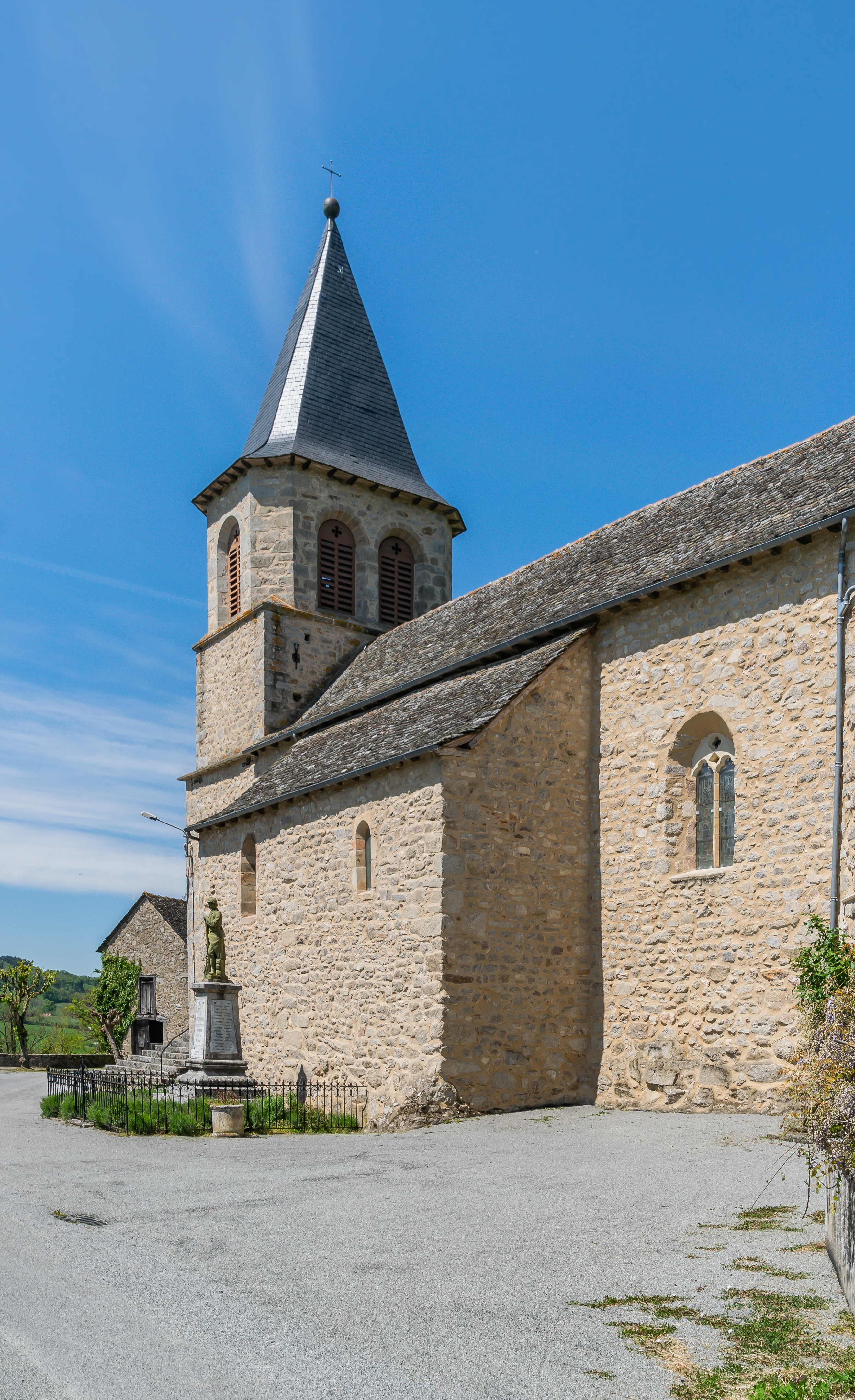
Église de l'Assomption d'Arcanhac

### Personnalités liées à la commune
- Enric Mouly, originaire de Compolibat, auteur occitan renommé, maître en jeux floraux et majoral du félibrige, instituteur à l'école publique de La Fouillade au cours de l'année scolaire 1936-1937.

### Héraldique
| Blason de la commune de La Fouillade | Les armes de la commune de La Fouillade se blasonnent ainsi : Parti : au 1er d’argent à la fasce de gueules surmontée d’un soleil non figuré d’or, soutenue de trois épis de blé du même ordonnés 2 et 1, au 2e d’or à la feuille de vigne de gueules posée en barre et chargée d’une croix cléchée, vidée et pommetée de douze pièces d’or, à la filière componée de gueules et d’argent de seize pièces. |